# Stazione meteorologica di Sauris
La stazione meteorologica di Sauris è la stazione meteorologica di riferimento relativa alla località di Sauris.

## Coordinate geografiche
La stazione meteo si trova nell'Italia nord-orientale, in Friuli-Venezia Giulia, in provincia di Udine, nel comune di Sauris, a 1.300 metri s.l.m. e alle coordinate geografiche 46°28′N 12°43′E.

## Dati climatologici
In base alla media trentennale di riferimento 1961-1990, la temperatura media del mese più freddo, gennaio, si attesta a -2,2 °C; quella del mese più caldo, luglio, è di +15,0 °C .
| Sauris             | Mesi | Mesi | Mesi | Mesi | Mesi | Mesi | Mesi | Mesi | Mesi | Mesi | Mesi | Mesi | Stagioni | Stagioni | Stagioni | Stagioni | Anno |
| Sauris             | Gen  | Feb  | Mar  | Apr  | Mag  | Giu  | Lug  | Ago  | Set  | Ott  | Nov  | Dic  | Inv      | Pri      | Est      | Aut      | Anno |
| ------------------ | ---- | ---- | ---- | ---- | ---- | ---- | ---- | ---- | ---- | ---- | ---- | ---- | -------- | -------- | -------- | -------- | ---- |
| T. max. media (°C) | 2,2  | 3,8  | 6,3  | 9,4  | 13,9 | 17,6 | 20,1 | 19,8 | 17,2 | 12,8 | 6,0  | 2,4  | 2,8      | 9,9      | 19,2     | 12,0     | 11,0 |
| T. min. media (°C) | −6,6 | −6,7 | −3,5 | 0,0  | 4,2  | 7,9  | 10,0 | 9,7  | 7,4  | 3,2  | −1,3 | −5,3 | −6,2     | 0,2      | 9,2      | 3,1      | 1,6  |